# Stockport Castle
Stockport Castle war eine Burg auf einer Landspitze in Stockport in der englischen Grafschaft Cheshire über einer Furt über den River Mersey. Erstmals wurde die Burg 1173 urkundlich erwähnt, aber die nächste Erwähnung ist erst von 1535, als sie bereits in Ruinen lag. Die letzten Überreste der Burg wurden 1775 beseitigt.

## Standort
Stockport Castle war eine Stadtburg in Stockport. Die mittelalterliche Stadt lag auf der Südseite eines Tales am Zusammenfluss der Flüsse Goyt und Tame, wo sie den River Mersey bilden. Das Burggelände ist eine 10 Meter hohe Landspitze aus Sandstein über einer Furt. Die Burg wurde von Klippen oder steilen Abhängen im Norden, Süden und Westen flankiert.

## Geschichte
Erstmals wurde Stockport Castle 1173 erwähnt, als Geoffrey de Constentyn es in der Revolte von 1173–1174 gegen die Truppen König Heinrichs II. Es gibt lokale Gerüchte, dass Geoffrey de Constentyn eigentlich Gottfried II., ein Sohn Heinrichs II., gewesen sein soll. Tatsächlich aber war Geoffrey de Constentyn ein örtlich Herr, dem nicht nur die Grundherrschaft Stockport, sondern auch Ländereien in Staffordshire und Irland gehörten. Der Burghof war ursprünglich mit hölzernen Palisaden und Erdwerken eingefriedet. Anfang des 13. Jahrhunderts wurde diese durch Steinmauern ersetzt. Zwei Fragmente dieser Mauern sind bis heute erhalten.
Dent meint, dass die Burg im 14. Jahrhundert begann, zu verfallen, als die Familie Warren die Herren der Grundherrschaft Stockport wurden. Stockport war nicht die einzige Grundherrschaft der Familie; ihnen war die Grundherrschaft Poynton lieber. Dass Stockport Castle nicht mehr benötigt wurde, zeigt einen Trend auch bei anderen Burgen in der Region Greater Manchester auf; im 13. Jahrhundert gab es – außer bei Dunham Castle – keine Anzeichen mehr für irgendwelche Aktivitäten auf Burgen in dieser Region. Laut dem Geschichtswissenschaftler John Leland lag Stockport Castle 1535 in Ruinen. Zu diesem Zeitpunkt gab es dort noch das Gefängnis und im Burghof wurde ein Markt abgehalten. Der Grundherr hatte das Burggelände aufgeteilt und verpachtet. 1775 ließ George Warren, der damalige Grundherr, die Ruinen einebnen und eine Baumwollmühle auf dem Grundstück errichten. 1974 wurden Ausgrabungen am Mound durchgeführt, um festzustellen, wie lange die Burg in Gebrauch war.

## Layout
Die Motte war die übliche Art von Festung im mittelalterlichen England. Sie bestand aus einem üblicherweise künstlichen Mound, auf dem ein Turm oder Donjon stand. Das Ganze war von einer großen, eingefriedeten Fläche in der Nähe des Mounds umgeben, die üblicherweise als Lagerfläche oder für Kasernen genutzt wurde. Stockports Mound war, wo heute der Castle Yard liegt; früher wurde der Ort Castle Hill genannt, was den Namen der Gegend beeinflusste. Der Burghof lag südöstlich des Mounds. Die Burg entsprach in ihrer Größe vermutlich Burgen wie Launceston Castle in Cornwall oder Pontefract Castle in West Yorkshire. Der Donjon auf dem Mound war unregelmäßig geformt und mass laut den Plänen, die Reverend John Watson, ein lokaler Geschichtswissenschaftler, 1775 zeichnete, 31 Meter × 60 Meter. Nach den Einebnungen von 1775 und 1853 blieb keine Spur des Donjons erhalten.